# Мужская сборная Испании по баскетболу
Сборная Испании по баскетболу (исп. Selección de baloncesto de España) — представляет Испанию в международных баскетбольных соревнованиях среди мужчин. Управляющим органом сборной выступает Федерация баскетбола Испании. Занимает в рейтинге ФИБА второе место. Трёхкратные вице-чемпионы Олимпийских игр (1984, 2008, 2012), чемпионы мира 2006 и 2019 года, четырехкратные  чемпионы Европы (2009, 2011, 2015 и 2022).
Долгое время на протяжении 1960—1990 годов сборная Испании в Европе находилась в тени югославских (позднее — сербских и хорватских), советских (позднее — российских и литовских), греческих и итальянских баскетболистов. На 20 чемпионатах Европы в 1959—1997 годах испанцы сумели лишь трижды попасть в призёры (серебро 1973 и 1983 годов, а также бронза 1991 года).
Успехи сборной Испании начались на рубеже XX и XXI века. В сборной появились молодые Хорхе Гарбахоса, Пау Газоль, Хуан Карлос Наварро, Хосе Кальдерон и другие. В 1999, 2001 и 2003 годах испанцы трижды подряд становились призёрами чемпионата Европы. В 2006 году в Японии испанцы впервые в своей истории вышли в финал чемпионата мира, в упорнейшем полуфинале переиграв аргентинцев со счётом 75:74. В финале испанцы уверенно разгромили греков 70:47, Пау Газоль был признан самым ценным игроком турнира. В 2008 году испанцы выиграли серебро на Олимпиаде в Пекине (поражение в финале от сборной США 107:118), а через 4 года на Играх в Лондоне вновь стали вторыми после американцев. В 2009 и 2011 годах сборная Испании выигрывала чемпионат Европы (в символические сборные этих турниров попадали Пау Газоль, Хуан Карлос Наварро и Руди Фернандес).
Многие игроки сборной Испании в 2000—2010 годах стали заметными фигурами в клубах НБА — Пау Газоль (двукратный чемпион НБА в составе «Лейкерс»), Марк Газоль, Хосе Кальдерон, Серж Ибака, Рики Рубио и другие.
Рекордсмен сборной по количеству матчей — Хуан Антонио Сан-Эпифанио (239 игр).

## Текущий состав
| Перейти к шаблону «Состав сборной Испании по баскетболу» | Состав сборной Испании по баскетболу |  |

| Поз. | №  | Имя                   | Дата рождения (возраст)   | Рост   | Клуб                  |
| ---- | -- | --------------------- | ------------------------- | ------ | --------------------- |
| РЗ   | 2  | Лоренцо Браун         | 26 августа 1990 (33 года) | 196 см | Панатинаикос          |
| ТФ   | 4  | Хайме Прадилья        | 3 января 2001 (23 года)   | 205 см | Валенсия              |
| ЛФ   | 5  | Руди Фернандес (К)    | 4 апреля 1985 (39 лет)    | 196 см | Реал Мадрид           |
| ЛФ   | 6  | Хабьер Лопес-Аростеги | 19 мая 1997 (27 лет)      | 201 см | Валенсия              |
| ТФ   | 7  | Санти Альдама         | 10 января 2001 (23 года)  | 211 см | Мемфис Гриззлис       |
| АЗ   | 8  | Дарио Брисуэла        | 8 ноября 1994 (29 лет)    | 185 см | Барселона             |
| РЗ   | 9  | Альберто Диас         | 23 апреля 1994 (30 лет)   | 190 см | Уникаха               |
| ТФ   | 10 | Хуан Эрнангомес       | 28 сентября 1995 (28 лет) | 206 см | Панатинаикос          |
| Ц    | 14 | Вилли Эрнангомес      | 27 мая 1994 (30 лет)      | 211 см | Барселона             |
| Ц    | 16 | Усман Гаруба          | 9 марта 2002 (22 года)    | 203 см | Голден Стэйт Уорриорз |
| АЗ   | 21 | Алекс Абринес         | 1 августа 1993 (30 лет)   | 198 см | Барселона             |
| АЗ   | 23 | Серхио Льюль          | 15 ноября 1987 (36 лет)   | 190 см | Реал Мадрид           |

## Результаты

### Олимпийские игры
- 1960 : 14°
- 1968 : 7°
- 1972 : 11°
- 1980 : 4°
- 1984 :
- 1988 : 8°
- 1992 : 9°
- 2000 : 9°
- 2004 : 7°
- 2008 :
- 2012 :
- 2016 :
- 2020 : 6°

### Чемпионат мира
- 1950 : 9°
- 1974 : 5°
- 1982 : 4°
- 1986 : 5°
- 1990 : 10°
- 1994 : 10°
- 1998 : 5°
- 2002 : 5°
- 2006 :
- 2010 : 6°
- 2014 : 5°
- 2019 :
- 2023 : 9°

### Чемпионат Европы
- 1935 :
- 1959 : 15°
- 1961 : 13°
- 1963 : 7°
- 1965 : 11°
- 1967 : 10°
- 1969 : 5°
- 1971 : 7°
- 1973 :
- 1975 : 4°
- 1977 : 9°
- 1979 : 6°
- 1981 : 4°
- 1983 :
- 1985 : 4°
- 1987 : 4°
- 1989 : 5°
- 1991 :
- 1993 : 5°
- 1995 : 6°
- 1997 : 5°
- 1999 :
- 2001 :
- 2003 :
- 2005 : 4°
- 2007 :
- 2009 :
- 2011 :
- 2013 :
- 2015 :
- 2017 :
- 2022 :